# Pieria (Gemahlin des Danaos)
Pieria (altgriechisch Πιερία Piería, auch Πιερεία(ς) Piereía(s)) ist in der griechischen Mythologie eine der Gattinnen des Danaos, dem sie sechs Töchter gebar. Ihre überlieferten Namen sind: Aktaia, Podarke, Dioxippe, Adyte, Okypete und Pylarge.
Nach der Massenhochzeit der 50 Töchter des Danaos mit den 50 Söhnen des Aigyptos, bei der das Los über die Paarbildungen entschied, töteten auch die Töchter der Pieria ihre Ehemänner in der Hochzeitsnacht.